# 井上美那
井上 美那（いのうえ みな、1996年12月16日 - ）は、日本の女優。神奈川県出身。グリーンメディア所属。

## 人物
- 1996年12月16日生まれ
- 神奈川出身
- 血液型：O型
- 特技：受け身を取る、高速で横に歩く、モノマネ（１０種類）、気持ち悪い動きをする
- 趣味：映画鑑賞、読書、ライブ、写真（モノクロ）
- 資格：日本漢字能力検定３級、柔道２級

## 出演

### 映画
- 2017 佐藤組「JKﾆﾝｼﾞｬｶﾞｰﾙｽﾞ」
- 2018 土田組「放課後戦記」自尊慈律子 役

### テレビドラマ
- 2015 WOWOドラマW「硝子の葦」
- 2015 テレビ朝日「天使と悪魔」1話　ホステス
- 2015 NTV・Hulu「マジすか学園5」
- 2016 TBS「ダメな私に恋してください」2話
- 2016 NHK-BS「初恋芸人」
- 2016 TBS「重版出来!」8話　女子中学生
- 2016 CX「わたしに運命の恋なんてありえないって思ってた」EX

### DVD
- 2015 「NotFound22　停電のはずが…」幽霊役
- 2015 「自作爆弾を作ってみた…」らら役

### CM
- 2014 「キットカット」
- 2014 「ポカリスエット」
- 2015 VP「SCEｹﾞｰﾑｼｮｰｲﾍﾞﾝﾄ映像」
- 2016 「森永乳業/Pino」
- 2016 「ｸﾛｽｶﾝﾊﾟﾆｰ ﾒﾁｬｶﾘ」